# Ван Юнькунь
Ван Юнькунь (кит. 王云坤; род. декабрь 1942, Лиян, Цзянсу) — китайский политический и государственный деятель.
Секретарь (глава) партийного комитета КПК провинции Цзилинь (1998—2006), председатель Постоянного комитета Собрания народных представителей провинции Цзилинь (1999—2008), губернатор Цзилини (1995—1998), секретарь парткома КПК города Чанчунь (1992—1995), мэр города Цзилинь (1982—1986).
Член Центрального комитета Компартии Китая 15 и 16-го созывов.

## Биография
Родился в декабре 1942 года в уезде Лиян, провинция Цзянсу.
В 1961 года поступил в Тяньцзиньский университет, который окончил в 1968 году по специальности «радиотехника». После университета направлен на завод химического машиностроения Цзилиньской корпорации химической промышленности, где проработал следующие одиннадцать лет. Заместитель главы секретариата партотделения, начальник отдела пропаганды и агитации, секретарь партийной ячейки цеха, и. о. заместителя секретаря партотделения завода. С мая 1978 года — заместитель начальника политотдела нефтеперерабатывающего завода Цзилиньской корпорации химической промышленности, глава политотдела исследовательского института той же корпорации, заместитель парторга завода синтетических материалов.
С июня 1981 года — секретарь комитета Коммунистического союза молодёжи Цзилиньской корпорации химической промышленности.
В июле 1982 года назначен вице-мэром города Цзилинь, в феврале следующего года — исполняющий обязанности мэра и член Постоянного комитета горкома КПК, с июня 1983 года — мэр Цзилиня и замсекретаря горкома КПК по совместительству. В январе 1986 года переведён в администрацию провинции, глава комитета машиностроения и электронной промышленности, с января 1988 года — председатель комиссии по экономическим реформам провинции Цзилинь.
В мае 1988 года — глава секретариата правительства провинции Цзилинь. С марта 1989 года — вице-губернатор провинции, с ноября 1992 года по совместительству секретарь парткома КПК города Чанчунь, в декабре 1992 года вошёл в Постоянный комитет парткома КПК провинции.
В июне 1995 года — временно исполняющий обязанности губернатора Цзилини, утверждён в должности губернатора в феврале 1996 года.
В сентябре 1998 года решением ЦК Компартии Китая назначен на высшую региональную позицию секретарём (главой) парткома КПК провинции Цзилинь. Переутверждён в должности в мае 2002 года на 1-м пленуме парткома КПК провинции 8-го созыва. Одновременно с февраля 1999 по январь 2008 года — председатель Постоянного комитета Собрания народных представителей провинции.
В 2008 году вышел в отставку с региональной политики, в марте 2008 года назначен заместителем председателя Комитета по сельскому хозяйству и делам деревни Всекитайского собрания народных представителей 11-го созыва.